# Gibuld
Gibuld (lateinisch Gibuldus) war ein spätantiker alamannischer König um 470. Er könnte mit dem um die gleiche Zeit erwähnten Gebavult (lat. Gebavultus) identisch sein.
Eugippius berichtet in seiner Vita Sancti Severini, dass König Gibulds Männer die Stadt Passau in der zweiten Hälfte des 5. Jahrhunderts ständig heimsuchten. Daraufhin kam es vor Passau zu einer Begegnung zwischen Gibuld und dem Abt Severin, in der Severin bat, die festgehaltenen römischen Kriegsgefangenen freizulassen. Die Begegnung mit Severin solle Gibuld beeindruckt haben, da er „dem Diener Gottes die Wahl freistellte, zu verlangen, was er wolle“. Daraufhin gab er etwa 70 Gefangene frei. Dies soll sich etwa laut Eugippius in den Jahren 469/470 zugetragen haben. Bei dieser Geschichte ist jedoch der fragwürdige Quellenwert von Heiligenviten zu beachten.
Nach der Vita des Hl. Lupus soll es Bischof Lupus von Troyes fast zur gleichen Zeit gelungen sein, Gefangene von König Gebavult freizubekommen; hier handelt es sich möglicherweise um dasselbe Ereignis. Ob es also zwei Könige aus einer Sippe mit ähnlichen Namen waren oder dieselbe Person, ist unklar.
Es ist nicht bekannt, ob Gibuld über alle Alamannen herrschte oder nur König eines kleinen Teilstammes war. Falls Gibuld und Gebavult dieselbe Person war, legte die große Ausdehnung des Gebietes, in denen Gibuld/Gebavult regierte, nahe, dass es um 450 n. Chr. zu einer Einung der davor in kleine Königreiche zersplitterten Alamannen gekommen war.